# Kau Keng Shan
Kau Keng Shan (chinesisch 九逕山 / 九迳山, Pinyin Jiǔjìng Shān, Jyutping Gau2ging3 Saan1 – „Neun-Pfad-Berg, Neun-Weg-Berg“, ⊙) ist ein Berg im Tuen Mun-Distrikt im Westen der New Territories von Hongkong, gegenüber von Castle Peak, direkt an der Planstadt Tuen Mun. Kau Keng Shan hat eine Höhe von 507 Metern. Der chinesische Name des Bergs bedeutet „Neun Pfade“, was auf die vielen Wege hindeutet. Auf der Bergspitze gibt es eine Radarstation, ein Bodenlicht für Flugzeuge und einen Hubschrauberlandeplatz. Der Name des Berges ist nicht in der offiziellen Karte eingetragen. Es ist Teil des Naturschutzparks Tai Lam Country Park, direkt angrenzend zur Tuen Mun.

## Geschichte
Während der Ming-Dynastie (1368–1644) war der Berg ein wichtiger Teil einer Garnison, die in Tuen Mun stationiert war, um den Handel zwischen dem chinesischen Reich und den Außenhandel der Handelsschiffen zu kontrollieren, um sie vor Piraterie am Küstengewässer Guangdongs und dem Südchinesischen Meer zu schützen. Zwischen 1514 und 1521 versuchten die Portugiesen die Garnison zu erobern, woran sie aber scheiterten. Die entscheidende Schlacht fand auf dem Berg statt.